# 蛹

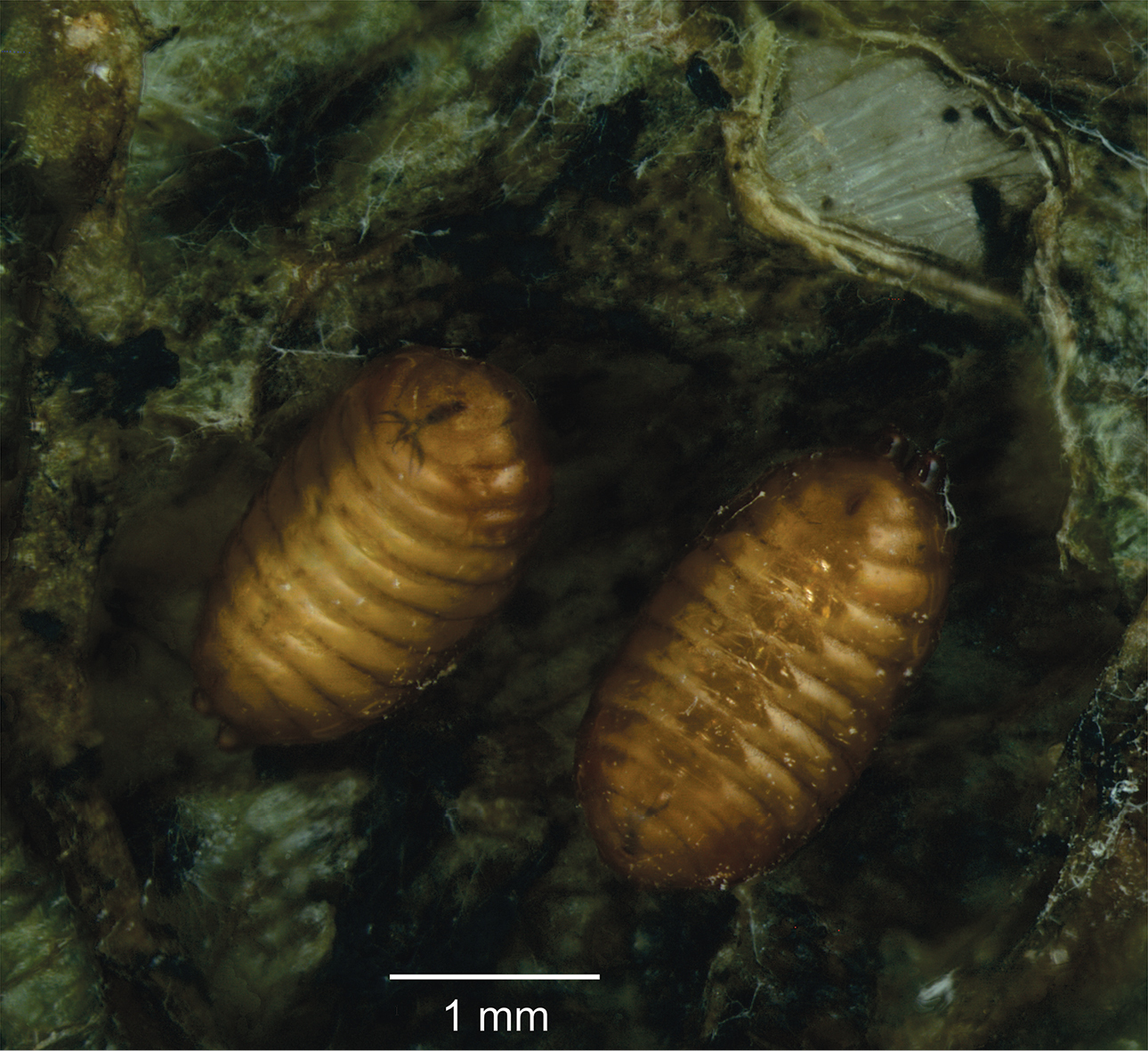
Japanagromyza infernaの蛹

蛹（さなぎ）は、昆虫のうち完全変態をする仲間（完全変態亜節に分類される種類）が成虫になる寸前にとる、成虫に似た形で、ほとんど動かない一時期をさす。

## 概論
多くの昆虫は幼虫から成虫へと変態を行なう。バッタやセミなどでは、幼虫の体は成虫と比較的よく似た構造と形態をもち、幼虫の背には小さな翅が見える。このような昆虫は、幼虫から脱皮によって直接に成虫へと羽化する。このような変態の様式を不完全変態という。
それに対して、チョウやカブトムシなどでは幼虫の形態が成虫のそれと大きく異なっており、幼虫の体はひたすら餌を食べて栄養を蓄えるのに向いた形態をとる。彼らの体はおおむね、餌を認識する最低限のセンサーと消化器官からできているといって良い。しかし、成虫になる一回前の脱皮の時に、成虫の構造をコンパクトにまとめた鋳型のような姿になる。これが蛹である。完全変態の昆虫では、蛹の段階において身体の大改造が行なわれ、成虫の体は、一般的には飛翔能力を含めた高い運動性を備え、異性と出会い交尾し子孫を残すのに都合が良い形態となる。このような変態の様式を完全変態という。

## 蛹化
完全変態をする昆虫が幼虫から蛹になる時に行う脱皮・変態のことを蛹化（ようか）という。
昆虫の種類によっては蛹化する前に繭を形成し、その中で蛹化する種類もいる。
蛹化する前には前蛹と呼ばれる状態になり体が動かなくなるが、刺激を与えると嫌がるような動きをすることもある。その後に脱皮が行われて蛹の形になる。蛹になった段階で、外部形態的には成虫の姿を折りたたんだような姿が形成されるが、内部の構造の大部分は蛹の期間中に新たに形成される。蛹は時間が経つにつれ、次第に着色するが、これは内部に成虫の体ができて、その体表の色彩や模様が透けて見えるものである。
カイコガが蛹化することを養蚕家は特別に化蛹（かよう）と呼ぶことがある。

### 蛹化の機構
蛹化の制御には複数のホルモンが関係していることが知られる。前胸腺から分泌される脱皮ホルモン（エクジソン。エクダイソンとも。）は脱皮を促進するが、このときアラタ体から分泌される幼若ホルモンが働かないと蛹化が起こる。終齢幼虫では通例は幼若ホルモンが分泌されないが、実験的に他の若い幼虫のアラタ体を移植してやると、そこから分泌される幼若ホルモンの作用で、その個体は次の脱皮でも蛹にならず大きな終齢幼虫となる。逆に若齢幼虫からアラタ体を取り去ると、まだ終齢でないにもかかわらず次の脱皮で蛹化する。

## 蛹の形態
蛹は成虫の大まかな外部形態だけが形成された鋳型である。その内部では一部の神経、呼吸器系以外の組織はドロドロに溶解しているという説が一般に信じられているが、それは誤解である。消化管はちゃんと形を保ったまま成長するし、一見ドロドロに見える部分も実際は組織的な構造を形成している。蛹が震動などのショックで容易に死亡するのは、事実である。幼虫から成虫に劇的に姿を変えるメカニズムは、CTスキャンで観察できるものの、未だに完全には解明されていない。
蛹は、多くの場合、成虫の形から、体を膨らませ、翅を縮め、付属肢を曲げ、それらを体に密着させた形になっている。

## 蛹の生態
ほとんどの蛹は運動性がなく、じっとしているか、刺激を受けるとひくつくような動きを見せるだけである。このため外敵に対する防衛能力は極めて低い。そこで、身を守るために小さな部屋を作ってその中に入るものが多い。ガなどの糸をだす能力をもつ幼虫の場合、自分の回りにその糸を使った小さな部屋を作り、その中で蛹になるものが多い。そのような小部屋を繭（まゆ）という。カブトムシなど土の中などに潜り、回りの壁を滑らかに仕上げた小部屋を作り、そこで蛹になるものも多い。この小部屋は蛹室（ようしつ）という。地中で周囲を固めて繭状のものを作るものもいて、これは土繭という。ハエ等では、完全に脱皮せず、幼虫の皮の内側に蛹が作られるので、幼虫の皮が繭のようになる。
しかし、種によっては激しく運動するものもある。ヘビトンボの蛹は多少は歩いて噛み付いたりする。トビケラ類の蛹は水中にあり、羽化時には蛹が足を動かして水面に泳ぎ上がり、そこで羽化する。また、カやユスリカの蛹も泳ぐことができる。カの蛹はその姿からオニボウフラと呼ばれる。ツリアブなどの蛹は、穴を掘って体の上半身を空中に出して羽化する。

## チョウの蛹

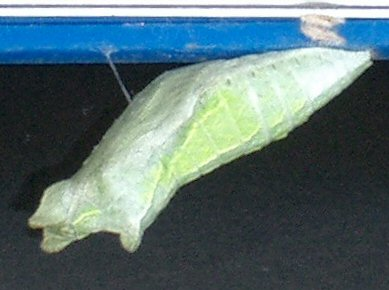
ナミアゲハの蛹

チョウの場合、多くの種が繭や蛹室を作らず裸で蛹になる。それが教科書等で紹介されることが多く、これが当たり前のように言われるが、むしろ珍しい部類に入る。
例えばモンシロチョウの終齢幼虫は十分餌を食べると蛹化に適した場所を探すために周囲を徘徊し、やがて足元に足場になるように糸を張り、最後尾の腹足でそれに掴まる。また、頭を背後へねじるようにして、自分の背中の後ろに糸を横切るように回し、その両端を胸の前の足場につけ、その糸で自分を固定する。幼虫は頭を縮めるようにして、しばらくじっとしているが、しばらく時間を置いて、脱皮を始める。出てくるのは、成虫の体を膨らませ、触角や付属肢、翅を縮めた上でそれらを体に張り付けた姿の、前後の尖った紡錘形の形で、後端で足場に引っ掛かって体を固定する。その表面は次第に硬くなり、刺激を受けると全身をくねらせるように動くのみとなる。シロチョウ科やアゲハチョウ科の蛹は、頭が上を向き、腹部末端で足場に固定し、背中を通した糸で体を支える。タテハチョウ科の蛹は、腹部末端で足場に固定するだけなので、頭を下にしてぶら下がる。
やがて蛹の表面に切れ目が入り、そこから成虫が抜け出ると、蛹の殻にぶら下がるようにして体を休める。この間に付属肢は硬くなり、翅が伸びる。また、この時に肛門からかなりの量の液体を排出する。これは蛹の間に溜まった老廃物を排出しているのである。